# Saxòfon baríton
El saxòfon baríton és un instrument musical, afinat en mi bemoll (Eb). És el saxòfon amb el registre més greu entre els saxofons més comuns (soprano, alt, tenor, baríton) i és una octava més greu que el saxòfon alt. Hi ha saxofons més greus que el baríton com el saxòfon baix i el saxòfon contrabaix, però dins dels més comuns és el més greu, el saxòfon baríton és utilitzat en bandes simfòniques, en el jazz, i a vegades en orquestres simfòniques, té un volum fort, ja que la seva estructura física és gran, el saxòfon baríton a diferència dels altres saxos, pot baixar fins a un la (A), però la majoria dels saxos barítons antics no poden, es diu que si es saben utilitzar correctament els harmònics en el saxòfon baríton pot arribar a assolir fins als aguts d'un saxòfon soprano.
Es pot confondre amb un tipus d'instrument que simplement es diu baríton, és un tipus de tuba, però no té res a veure amb el saxòfon baríton.
L'ús més habitual d'aquest instrument és en les bandes, militars i civils, i en el jazz, on ha tingut cultures que han sabut utilitzar com a vehicle de les seves improvisacions.
En el període clàssic, abans de 1945, van destacar els solistes Harry Carney i Ernie Caceres, sent el primer una referència ineludible per a instrumentistes de períodes posteriors. Durant el bebop destacaren Serge Chaloff, Leo Parker i Cecil Payne. A principis de la dècada dels cinquanta va començar el període d'or del saxo baríton, amb Gerry Mulligan, Pepper Adams, Gil Mello, Sahib Shihab i el suec Lars Gullin. Avui dia destaquen instrumentistes com Nick Brignole, Ronnie Cuber, Hamiet Bluiett, John Surman, James Carter i Gary Smulyan, que ha triat l'estela de Pepper Adams. Una banda dels anys 90, Morphine, va utilitzar aquest instrument per crear el seu estil únic low rock.